# Таковное
Таковное — деревня в Демидовском районе Смоленской области России. Входит в состав Баклановского сельского поселения. Население — 10 жителей (2007 год). 
Расположена в северо-западной части области в 21 км к северо-востоку от Демидова, в 14 км восточнее автодороги Р133 Смоленск — Невель. В 71 км южнее деревни расположена железнодорожная станция О.п. 416-й км на линии Смоленск — Витебск. 

## История
В годы Великой Отечественной войны деревня была оккупирована гитлеровскими войсками в июле 1941 года, освобождена в сентябре 1943 года.